# Deutsche Leichtathletik-Meisterschaften 2017
Die 117. Deutschen Leichtathletik-Meisterschaften wurden am 8. und 9. Juli 2017 im neuen Erfurter Steigerwaldstadion ausgetragen. So erhielt Erfurt nach 2007 wieder den Zuschlag für die nationalen Titelkämpfe. Die Meisterschaften waren wie fast jedes Jahr der Ort zur entscheidenden und finalen Qualifikation der Athleten für die Teilnahme am Meisterschafts-Großereignis des Jahres. 2017 waren dies die Leichtathletik-Weltmeisterschaften in London vom 5. bis 13. August.
Es war eine sehr stimmungsvolle Meisterschaft mit vier neuen Meisterschaftsrekorden und sechs hier neu erzielten WM-Normen. Als Doppelsieger präsentierten sich Julian Reus im Sprint und Gesa Felicitas Krause über 5000 Meter sowie ihrer Spezialstrecke 3000 Meter Hindernis stark. Johannes Vetter blieb im Speerwurf nur sehr knapp unter den 90 Metern. Auch die Dreispringer Max Heß und Kristin Gierisch gewannen mit sehr guten Weiten. Die beiden Sprintsiegerinnen Gina Lückenkemper (100 m) und Laura Müller (200 m) nutzten die guten Bedingungen zu guten Leistungen. Das gilt auch für den Hochspringer Mateusz Przybylko sowie die Hürdensprinterin Pamela Dutkiewicz. Herausragend war Konstanze Klosterhalfens Leistung, die über 1500 m als erste deutsche Läuferin seit Jahrzehnten die 4-Minuten-Marke unterbieten konnte. Sehr gut präsentierte sich auch wieder Sabrina Mockenhaupt. Sie sammelte bei der Hauptveranstaltung in Erfurt und in ausgelagerten Wettbewerben insgesamt vier Titel (10.000 m / 10-km-Straßenlauf / Halbmarathon / Crosslauf Team) und wurde Zweite mit ihrem Team LT Haspa Marathon Hamburg im 10-km-Straßenlauf. Natürlich gab es auch Disziplinen mit schwächeren Ergebnissen wie z. B. im Hammerwurf. Im internationalen Vergleich sind diese Leistungen zu relativieren. So wurde der Maßstab der internationalen Spitzenklasse z. B. in fast allen Laufdisziplinen der Männer nicht erreicht.

## Ausgelagerte Wettbewerbe
Wie üblich wurden aus zeitlichen oder organisatorischen Gründen verschiedene Wettbewerbe nicht im Rahmen dieser Veranstaltung ausgetragen. Im Jahr 2017 waren dies:
- Crosslauf: Löningen, 11. März[5]
- Halbmarathon: Hannover, 9. April[6]
- 20-km-Straßengehen: Naumburg, 23. April[7]
- 10.000 m: Bautzen, 13. Mai[8]
- Berglauf: Bayerisch Eisenstein, 10. Juni[9]
- 100-km-Straßenlauf: Berlin, 24. Juni[10]
- Langstaffeln: Ulm, 6. August im Rahmen der Deutschen Jugendmeisterschaften – Frauen: 3 × 800 m / Männer: 3 × 1000 m[11]
- Mehrkämpfe: Kienbaum, 12. und 13. August – Frauen Siebenkampf / Männer: Zehnkampf[12]
- 10-km-Straßenlauf: Bad Liebenzell, 3. September[13][14][15]
- Bahngehen: Diez, 16. September – 10.000 m für die Männer / 5000 m für die Frauen[16]
- 50-km-Straßengehen: Gleina, 14. Oktober[17]
- Marathonlauf: im Rahmen des Frankfurt-Marathons am 29. Oktober[18]

## Medaillengewinner
Die folgenden Übersichten fassen die Medaillengewinner und -gewinnerinnen zusammen. Eine ausführlichere Übersicht mit den jeweils ersten acht in den einzelnen Disziplinen findet sich unter dem Link Deutsche Leichtathletik-Meisterschaften 2017/Resultate.

### Männer
| Disziplin                                   | Gold                                                                                        | Leistung       | Silber                                                                                    | Leistung       | Bronze                                                                          | Leistung                             |
| ------------------------------------------- | ------------------------------------------------------------------------------------------- | -------------- | ----------------------------------------------------------------------------------------- | -------------- | ------------------------------------------------------------------------------- | ------------------------------------ |
| 100 m (Wind: +0,2)                          | Julian Reus (TV Wattenscheid 01)                                                            | 10,10 s00      | Michael Pohl (Wiesbadener LV)                                                             | 10,26 s00      | Roy Schmidt (SC DHfK Leipzig)                                                   | 10,28 s00                            |
| 200 m (Wind: +1,0)                          | Julian Reus (TV Wattenscheid 01)                                                            | 20,29 s00      | Robin Erewa (TV Wattenscheid 01)                                                          | 20,50 s00      | Aleixo Platini Menga (TSV Bayer 04 Leverkusen)                                  | 20,55 s00                            |
| 400 m                                       | Johannes Trefz (LG Stadtwerke München)                                                      | 45,84 s00      | Patrick Schneider (LAC Quelle Fürth)                                                      | 46,02 s00      | Marc Koch (LG Nord Berlin)                                                      | 46,18 s00                            |
| 800 m                                       | Benedikt Huber (LG Telis Finanz Regensburg)                                                 | 1:48,21 min    | Jan Riedel (Dresdner SC 1898)                                                             | 1:48,24 min    | Kevin Stadler (Erfurter LAC)                                                    | 1:49,01 min                          |
| 1500 m                                      | Timo Benitz (LG farbtex Nordschwarzwald)                                                    | 3:38,77 min    | Homiyu Tesfaye (Eintracht Frankfurt)                                                      | 3:40,09 min    | Marcel Fehr (SG Schorndorf 1846)                                                | 3:40,49 min                          |
| 5000 m                                      | Richard Ringer (VfB LC Friedrichshafen)                                                     | 14:15,90 min   | Simon Boch (LG Telis Finanz Regensburg)                                                   | 14:21,41 min   | Philipp Baar (ART Düsseldorf)                                                   | 14:27,04 min                         |
| 10.000 m                                    | Simon Boch (LG Telis Finanz Regensburg)                                                     | 29:13,60 min   | Amanal Petros (SV Brackwede)                                                              | 29:15,62 min   | Sebastian Reinwand (ART Düsseldorf)                                             | 29:16,80 min                         |
| 10-km-Straßenlauf                           | Amanal Petros (SV Brackwede)                                                                | 29:02 min00    | Simon Boch (LG Telis Finanz Regensburg)                                                   | 29:03 min00    | Philipp Pflieger (LG Telis Finanz Regensburg)                                   | 29:10 min00                          |
| 10-km-Straßenlauf, Mannschaftswertung       | LG Telis Finanz Regensburg ISimon Boch Philipp Pflieger Florian Orth                        | 1:27:28 h0000  | LG Telis Finanz Regensburg IITim Ramdane Cherif Jonas Koller Felix Plinke                 | 1:29:46 h0000  | TV Wattenscheid 01Hendrik Pfeiffer Jan Hense Christoph Uphues                   | 1:31:30 h0000                        |
| Halbmarathon                                | Philipp Baar (ART Düsseldorf)                                                               | 1:04:57 h0000  | Hendrik Pfeiffer (TV Wattenscheid 01)                                                     | 1:05:09 h0000  | Andreas Straßner (ART Düsseldorf)                                               | 1:06:00 h0000                        |
| Halbmarathon, Mannschaftswertung            | ART Düsseldorf IPhilipp Baar Andreas Straßner Simon Stützel                                 | 3:16:59 h0000  | LG Telis Finanz RegensburgSimon Boch Tim Ramdane Cherif Felix Plinke                      | 3:20:48 h0000  | ART Düsseldorf IISebastian Reinwand Julian Flügel Timo Göhler                   | 3:21:55 h0000                        |
| Marathonlauf                                | Arne Gabius (TherapieReha Bottwartal)                                                       | 2:09:59 h0000  | Jonas Koller (LG Telis Finanz Regensburg)                                                 | 2:16:03 h0000  | Frank Schauer (Tangermünder Elbdeich-Marathon)                                  | 2:16:30 h0000                        |
| Marathonlauf, Mannschaftswertung            | ART DüsseldorfTimo Göhler Andreas Strassner Paul Schmidt                                    | 7:07:09 h0000  | LAC Olympia 88 BerlinFelix Ledwig Tobias Singer Carsten Krüger                            | 7:32:20 h0000  | LSF MünsterDavid Schönherr Yannick Rinne Sven Serke                             | 7:37:54 h0000                        |
| 100-km-Straßenlauf                          | Benedikt Hoffmann (TSG 1845 Heilbronn)                                                      | 6:48:15 h0000  | André Collet (Aachener TG)                                                                | 7:02:59 h0000  | Benjamin Brade (LG Nord Berlin Ultrateam)                                       | 7:31:20 h0000                        |
| 100-km-Straßenlauf, Mannschaftswertung      | LG Mauerweg BerlinSascha Dehling Mathias De Prest Andreas Urbaniak                          | 26:45:25 h0000 | LG Nord Berlin UltrateamBenjamin Brade Christian Karbe Hans-Joachim Dierkopf              | 27:21:15 h0000 | LG UltralaufThomas Klingenberger Konrad Vogl Roland Krauß                       | 27:48:30 h0000                       |
| 110 m Hürden (Wind: −1,2)                   | Matthias Bühler (Eintracht Frankfurt)                                                       | 13,50 s00      | Gregor Traber (LAV Stadtwerke Tübingen)                                                   | 13,55 s00      | Erik Balnuweit (TV Wattenscheid 01)                                             | 13,68 s00                            |
| 400 m Hürden                                | Luke Campbell (Eintracht Frankfurt)                                                         | 49,40 s00      | Georg Fleischhauer (Eintracht Frankfurt)                                                  | 50,30 s00      | Max Scheible (TuS Lörrach-Stetten)                                              | 50,57 s00                            |
| 3000 m Hindernis                            | Tim Stegemann (Erfurter LAC)                                                                | 8:43,40 min    | Martin Grau (LSC Höchstadt/Aisch)                                                         | 8:43,42 min    | Fabian Clarkson (SCC Berlin)                                                    | 8:46,34 min                          |
| 4 × 100 m Staffel                           | TV Wattenscheid 01 IMaximilian Ruth Robin Erewa Alexander Kosenkow Maurice Huke             | 39,01 s00      | TSV Bayer 04 LeverkusenRobert Polkowski Daniel Hoffmann Kai Köllmann Aleixo-Platini Menga | 39,24 s00      | TV Wattenscheid 01 IIKevin Ugo Philipp Trutenat Carlo Weckelmann Erik Balnuweit | 39,99 s00                            |
| 4 × 400 m Staffel                           | StG Schlüchtern-Flieden-ObertsEric Herbert Aleksi Rösler Jaakkima Rösler Constantin Schmidt | 3:09,08 min    | StG Chemnitz ErzgebirgeMaximilian Grupen Florian Handt Johann Rosin Marvin Schlegel       | 3:09,60 min    | LG Nord BerlinPhilipp Kleemann Marc Koch Marcel Matthäs Johannes Wuthe          | 3:11,59 min                          |
| 3 × 1000 m Staffel                          | LG BraunschweigJulius Lawnik Andreas Lange Viktor Kuk                                       | 7:12,47 min    | StG Erfurt-JenaKevin Stadler Tim Stegemann Philipp Reinhardt                              | 7:12,62 min    | LSC Höchstadt/AischTobias Budde Martin Grau Marco Kürzdörfer                    | 7:13,70 min                          |
| 10.000-m-Bahngehen                          | Hagen Pohle (SC Potsdam)                                                                    | 39:39,45 min   | Christopher Linke (SC Potsdam)                                                            | 40:10,08 min   | Nils Brembach (SC Potsdam)                                                      | 40:29,91 min                         |
| 20-km-Straßengehen                          | Christopher Linke (SC Potsdam)                                                              | 1:20:26 h0000  | Nils Brembach (SC Potsdam)                                                                | 1:20:43 h0000  | Karl Junghannß (Erfurter LAC)                                                   | 1:22:08 h0000                        |
| 20-km-Straßengehen, Mannschaftswertung      | SC PotsdamChristopher Linke Nils Brembach Hagen Pohle                                       | 4:03:38 h0000  | TV BühlertalNathaniel Seiler Denis Franke Georg Hauger                                    | 5:10:02 h0000  | SV BreitenbrunnSteffen Meyer Nischan Daimer Joachim Maier                       | 5:33:43 h0000                        |
| 50-km-Straßengehen                          | Nathaniel Seiler (TV Bühlertal)                                                             | 4:00:43,5 h000 | Jonathan Hilbert (LG Ohra Energie)                                                        | 4:05:48,3 h000 | Denis Franke (TV Bühlertal)                                                     | 5:04,47,8 h000                       |
| Hochsprung                                  | Mateusz Przybylko (TSV Bayer 04 Leverkusen)                                                 | 2,30 m         | Eike Onnen (Hannover 96)                                                                  | 2,19 m         | Luca Wieland (LAZ Saar 05 Saarbrücken)                                          | 2,15 m                               |
| Stabhochsprung                              | Bo Kanda Lita Baehre (TSV Bayer 04 Leverkusen)                                              | 5,60 m         | Raphael Holzdeppe (LAZ Zweibrücken)                                                       | 5,60 m         | Tobias Scherbarth (TSV Bayer 04 Leverkusen)                                     | 5,40 m                               |
| Weitsprung                                  | Julian Howard (LG Region Karlsruhe)                                                         | 8,15 m         | Maximilian Entholzner (1. FC Passau)                                                      | 7,76 m         | Luca Wieland (LAZ Saar 05 Saarbrücken)                                          | 7,71 m                               |
| Dreisprung                                  | Max Heß (LAC Erdgas Chemnitz)                                                               | 17,24 m        | Felix Wenzel (SC Potsdam)                                                                 | 16,15 m        | Tobias Hell (Schweriner SC)                                                     | 15,87 m                              |
| Kugelstoßen                                 | David Storl (SC DHfK Leipzig)                                                               | 20,98 m        | Jan Josef Jeuschede (TSV Bayer 04 Leverkusen)                                             | 19,31 m        | Simon Bayer (VfL Sindelfingen)                                                  | 19,09 m                              |
| Diskuswurf                                  | Robert Harting (SCC Berlin)                                                                 | 65,65 m        | Martin Wierig (SC Magdeburg)                                                              | 64,29 m        | Markus Münch (SC Potsdam)                                                       | 62,76 m                              |
| Hammerwurf                                  | Alexander Ziegler (SV Thurn und Taxis Dischingen)                                           | 71,66 m        | Andreas Sahner (LC Rehlingen)                                                             | 70,89 m        | Johannes Bichler (LG Stadtwerke München)                                        | 70,65 m                              |
| Speerwurf                                   | Johannes Vetter (LG Offenburg)                                                              | 89,35 m        | Thomas Röhler (LC Jena)                                                                   | 85,24 m        | Bernhard Seifert (SC Potsdam)                                                   | 84,62 m                              |
| Zehnkampf                                   | Felix Hepperle (LG Neckar-Enz)                                                              | 7328 P         | Marvin Gregor (LC Paderborn)                                                              | 7002 P         | Alexander Everts (TSV Bayer 04 Leverkusen)                                      | 6800 P                               |
| Zehnkampf Mannschaftswertung                | TSV GräfelfingKorbinian Suckfüll Felix Wolter Noah Kollhuber                                | 20.349 P       | TS HerzogenaurachAndré Zahl Marius Laib Daniel Hoseus                                     | 17.312 P       | nur zwei Mannschaften in der Wertung                                            | nur zwei Mannschaften in der Wertung |
| Crosslauf Mittelstrecke – 4,36 km           | Florian Orth (LG Telis Finanz Regensburg)                                                   | 13:07 min00    | Timo Benitz (LG farbtex Nordschwarzwald)                                                  | 13:15 min00    | Martin Grau (LSC Höchstadt/Aisch)                                               | 13:18 min00                          |
| Crosslauf Mittelstrecke, Mannschaftswertung | LG Telis Finanz RegensburgFlorian Orth Simon Boch Tim Ramdane Cherif                        | Pl.-Ziff. 10   | LG farbtex NordschwarzwaldTimo Benitz Denis Bäuerle Hendrik Engel                         | Pl.-Ziff. 25   | LG ZusamTobias Gröbl Ja Johannes Estner Mario Leser                             | Pl.-Ziff. 39                         |
| Crosslauf Langstrecke – 10,28 km            | Philipp Pflieger (LG Telis Finanz Regensburg)                                               | 31:56 min00    | Fabian Clarkson (SCC Berlin)                                                              | 32:31 min00    | Philipp Baar (ART Düsseldorf)                                                   | 32:42 min00                          |
| Crosslauf Langstrecke, Mannschaftswertung   | LG Telis Finanz RegensburgPhilipp Pflieger Florian Orth Tim Ramdane Cherif                  | Pl.-Ziff. 12   | ART DüsseldorfPhilipp Baar Andreas Straßner Timo Göhler                                   | Pl.-Ziff. 20   | LG Region KarlsruheJannik Arbogast Jan Lukas Becker Frederik Unewisse           | Pl.-Ziff. 39                         |
| Berglauf                                    | Maximilian Zeus (DJK Weiden)                                                                | 57:06 min00    | Benedikt Hoffmann (TSG 1845 Heilbronn)                                                    | 58:10 min00    | Marcel Krieghoff (GuthsMuths-Rennsteiglaufverein)                               | 58:28 min                            |
| Berglauf, Mannschaftswertung                | SSC Hanau-Rodenbach IAaron Bienenfeld Thomas Seibert Jörn Harland                           | 3:07:10 h0000  | LG BrandenkopfBruno Schumi Timo Zeiler Ulrich Benz                                        | 3:08:26 h0000  | SSC Hanau-Rodenbach IIJulius Hild Ulrich Steidl Lukas Abele                     | 3:13:47 h0000                        |

### Frauen
| Disziplin                              | Gold                                                                            | Leistung       | Silber                                                                                  | Leistung      | Bronze                                                                                   | Leistung       |
| -------------------------------------- | ------------------------------------------------------------------------------- | -------------- | --------------------------------------------------------------------------------------- | ------------- | ---------------------------------------------------------------------------------------- | -------------- |
| 100 m (Wind: −0,7)                     | Gina Lückenkemper (LG Olympia Dortmund)                                         | 11,10 s00      | Rebekka Haase (LV 90 Erzgebirge)                                                        | 11,22 s00     | Tatjana Pinto (LC Paderborn)                                                             | 11,27 s00      |
| 200 m (Wind: −0,8)                     | Laura Müller (LC Rehlingen)                                                     | 22,65 s00      | Rebekka Haase (LV 90 Erzgebirge)                                                        | 22,88 s00     | Nadine Gonska (MTG Mannheim)                                                             | 22,93 s00      |
| 400 m                                  | Ruth Sophia Spelmeyer (VfL Oldenburg)                                           | 51,84 s00      | Svea Köhrbrück (SCC Berlin)                                                             | 52,76 s00     | Lara Hoffmann (LT DSHS Köln)                                                             | 52,84 s00      |
| 800 m                                  | Christina Hering (LG Stadtwerke München)                                        | 2:04,05 min    | Tanja Spill (LAV Bayer Uerdingen/Dormagen)                                              | 2:05,37 min   | Mareen Kalis (LG Stadtwerke München)                                                     | 2:06,29 min    |
| 1500 m                                 | Konstanze Klosterhalfen (TSV Bayer 04 Leverkusen)                               | 3:59,58 min    | Diana Sujew (Eintracht Frankfurt)                                                       | 4:10,71 min   | Julia Kick (LG Telis Finanz Regensburg)                                                  | 4:10,90 min    |
| 5000 m                                 | Gesa Felicitas Krause (Silvesterlauf Trier)                                     | 16:20,10 min   | Hanna Klein (SG Schorndorf 1846)                                                        | 16:20,24 min  | Corinna Harrer (LG Telis Finanz Regensburg)                                              | 16:27,34 min   |
| 10.000-Meter-Lauf                      | Sabrina Mockenhaupt (LT Haspa Marathon Hamburg)                                 | 33:08,42 min   | Corinna Harrer (LG Telis Finanz Regensburg)                                             | 34:12,64 min  | Thea Heim (LG Telis Finanz Regensburg)                                                   | 34:34,75 min   |
| 10-km-Straßenlauf                      | Sabrina Mockenhaupt (LT Haspa Marathon Hamburg)                                 | 33:38 min00    | Anna Hahner (run2sky.com)                                                               | 33:45 min00   | Corinna Harrer (LG Telis Finanz Regensburg)                                              | 33:48 min00    |
| 10-km-Straßenlauf, Mannschaftswertung  | LG Telis Finanz RegensburgCorinna Harrer Franziska Reng Thea Heim               | 1:42:00 h0000  | LT Haspa Marathon HamburgSabrina Mockenhaupt Jana Sussmann Mona Stockhecke              | 1:42:52 h0000 | LAC Quelle FürthJannika John Gesa Bohn Rebecca Robisch                                   | 1:45:10 h0000  |
| Halbmarathon                           | Sabrina Mockenhaupt (LT Haspa Marathon Hamburg)                                 | 1:10:54 h0000  | Anja Scherl (LG Telis Finanz Regensburg)                                                | 1:11:10 h0000 | Corinna Harrer (LG Telis Finanz Regensburg)                                              | 1:14:28 h0000  |
| Halbmarathon, Mannschaftswertung       | LG Telis Finanz Regensburg IAnja Scherl Corinna Harrer Thea Heim                | 3:40:48 h0000  | LG Telis Finanz Regensburg IIMiriam Dattke Cornelia Griesche Julia Galuschka            | 3:52:35 h0000 | LAC Quelle FürthGesa Bohn Domenika Mayer Tabea Haug                                      | 3:55:35 h0000  |
| Marathonlauf                           | Katharina Heinig (LG Eintracht Frankfurt)                                       | 2:29:29 h0000  | Fate Tola (LG Braunschweig)                                                             | 2:30:12 h0000 | Laura Hottenrott (GSV Eintracht Baunatal)                                                | 2:34:43 h0000  |
| Marathonlauf, Mannschaftswertung       | Hamburger LaufladenAnnika Krull Jana Baum Mareile Kitzel                        | 8:45:50 h0000  | Spiridon FrankfurtTania Moser Hanna Rühl Friederike Schoppe                             | 9:02:02 h0000 | PSV Grün-Weiß KasselSandra Morchner Anna Starostzik Ursula Henning                       | 9:03:23 h0000  |
| 100-km-Straßenlauf                     | Nele Alder-Baerens (Ultra SC Marburg)                                           | 7:35:37 h0000  | Rebecca Walter (LG Nord Berlin Ultrateam)                                               | 8:46:49 h0000 | Sandra Fätsch (TSV 1886 Kandel)                                                          | 9:11:28 h0000  |
| 100-km-Straßenlauf, Mannschaftswertung | LG Nord BerlinRebecca Walter Annette Müller Patricia Rolle                      | 28:45:33 h0000 | nur ein Team                                                                            | nur ein Team  | in der Wertung                                                                           | in der Wertung |
| 100 m Hürden (Wind: −0,7)              | Pamela Dutkiewicz (TV Wattenscheid 01)                                          | 12,82 s00      | Ricarda Lobe (MTG Mannheim)                                                             | 13,09 s00     | Franziska Hofmann (LAC Erdgas Chemnitz)                                                  | 13,13 s00      |
| 400 m Hürden                           | Djamila Böhm (ART Düsseldorf)                                                   | 56,92 s00      | Laura Nürnberger (TV Gladbeck 1912)                                                     | 58,10 s00     | Christine Salterberg (LT DSHS Köln)                                                      | 58,14 s00      |
| 3000 m Hindernis                       | Gesa Felicitas Krause (Silvesterlauf Trier)                                     | 9:25,81 min    | Jana Sussmann (LT Haspa Marathon Hamburg)                                               | 9:57,59 min   | Cornelia Griesche (LG Telis Finanz Regensburg)                                           | 10:12,59 min   |
| 4 × 100 m Staffel                      | MTG MannheimRicarda Lobe Alexandra Burghardt Nadine Gonska Yasmin Kwadwo        | 42,97 s00      | LG Olympia DortmundNina Raun Marilena Scharff Gina Lückenkemper Johanna Marie Bechthold | 43,87 s00     | TV Wattenscheid 01Monika Zapalska Keshia Kwadwo Maike Schachtschneider Pamela Dutkiewicz | 44,13 s00      |
| 4 × 400 m Staffel                      | LT DSHS KölnNelly Schmidt Felicitas Ulmer Lena Naumann Lara Hoffmann            | 3:35,12 min    | TSV Bayer 04 LeverkusenMareike Arndt Tabea Marie Kempe Rebekka Ackers Carolin Walter    | 3:37,46 min   | SCC BerlinHendrikje Richter Svea Köhrbrück Franziska Kindt Alena Gerken                  | 3:37,79 min    |
| 3 × 800 m Staffel                      | TSV Bayer 04 LeverkusenRebekka Ackers Lena Klaassen Carolin Walter              | 6:17,87 min    | LG Stadtwerke MünchenChristine Gess Mareen Kalis Katharina Trost                        | 6:19,49 min   | LG Telis Finanz RegensburgMares-Elaine Strempler Stella Kubasch Maren Orth               | 6:28,26 min    |
| 5000 m Bahngehen                       | Teresa Zurek (SC Potsdam)                                                       | 23:43,16 min   | Bianca Schenker (LG Vogtland)                                                           | 24:41,85 min  | Julia Richter (SC Potsdam)                                                               | 24:55,02 min   |
| 20-km-Straßengehen                     | Emilia Lehmeyer (Polizei SV Berlin)                                             | 1:36:20 h0000  | Saskia Feige (SC Potsdam)                                                               | 1:37:14 h0000 | Kathrin Schulze (ASV Erfurt)                                                             | 1:48:43 h0000  |
| 20-km-Straßengehen, Mannschaftswertung | TV Groß-GerauBrigitte Patrzalek Monika Müller Margarete Molter                  | 7:31:52 h0000  | nur ein Team                                                                            | nur ein Team  | in der Wertung                                                                           | in der Wertung |
| Hochsprung                             | Marie-Laurence Jungfleisch (VfB Stuttgart)                                      | 1,94 m         | Jossie Graumann (LG Nord Berlin)                                                        | 1,90 m        | Laura Gröll (LG Eckental) Mareike Max (SV Werder Bremen)                                 | 1,80 m         |
| Stabhochsprung                         | Lisa Ryzih (ABC Ludwigshafen)                                                   | 4,70 m         | Silke Spiegelburg (TSV Bayer 04 Leverkusen)                                             | 4,55 m        | Friedelinde Petershofen (SC Potsdam)                                                     | 4,55 m         |
| Weitsprung                             | Claudia Salman-Rath (Eintracht Frankfurt)                                       | 6,72 m         | Alexandra Wester (ASV Köln)                                                             | 6,71 m        | Malaika Mihambo (LG Kurpfalz)                                                            | 6,62 m         |
| Dreisprung                             | Kristin Gierisch (LAC Erdgas Chemnitz)                                          | 14,40 m        | Neele Eckhardt (LG Göttingen)                                                           | 14,02 m       | Birte Damerius (TSV Rudow)                                                               | 13,39 m        |
| Kugelstoßen                            | Sara Gambetta (SC DHfK Leipzig)                                                 | 17,38 m        | Josephine Terlecki (SV Halle)                                                           | 16,89 m       | Alina Kenzel (VfL Waiblingen)                                                            | 16,76 m        |
| Diskuswurf                             | Julia Harting (SCC Berlin)                                                      | 63,63 m        | Anna Rüh (SC Magdeburg)                                                                 | 62,17 m       | Claudine Vita (SC Neubrandenburg)                                                        | 61,56 m        |
| Hammerwurf                             | Carolin Paesler (Eintracht Frankfurt)                                           | 69,51 m        | Kathrin Klaas (Eintracht Frankfurt)                                                     | 68,50 m       | Sophie Gimmler (LC Rehlingen)                                                            | 65,48 m        |
| Speerwurf                              | Katharina Molitor (TSV Bayer 04 Leverkusen)                                     | 61,16 m        | Christin Hussong (LAZ Zweibrücken)                                                      | 59,54 m       | Sarah Leidl (1. FC Passau)                                                               | 51,35 m        |
| Siebenkampf                            | Mareike Arndt (TSV Bayer 04 Leverkusen)                                         | 6000 P         | Kira Biesenbach (TSV Bayer 04 Leverkusen)                                               | 5153 P        | Malin Lobitz (Troisdorfer LG)                                                            | 5062 P         |
| Siebenkampf Mannschaftswertung         | TSV Bayer 04 LeverkusenMareike Arndt Kira Biesenbach Maria-Lisa Michalsky       | 15.804 P       | TuS MetzingenSophie Hamann Leonie Frank Hanna Schrödersecker                            | 14.641 P      | LT DSHS KölnLaura Voß Claudia Mieke Carlotta Schraub                                     | 14.277 P       |
| Crosslauf – 5,84 km                    | Alina Reh (SSV Ulm 1846)                                                        | 19:40 min00    | Fabienne Amrhein (MTG Mannheim)                                                         | 20:04 min00   | Anna Gehring (Sport-Club Itzehoe)                                                        | 20:13 min00    |
| Crosslauf, Mannschaftswertung          | Lauf Team Haspa Marathon HamburgSabrina Mockenhaupt Jana Sussmann Tabea Themann | Pl.-Ziff. 18   | LG Telis Finanz RegensburgMaren Kock Corinna Harrer Cornelia Griesche                   | Pl.-Ziff. 38  | LG Nord BerlinCaterina Granz Deborah Schöneborn Rabea Schöneborn                         | Pl.-Ziff. 38   |
| Berglauf                               | Sarah Kistner (MTV Kronberg)                                                    | 1:06:17 h0000  | Gesa Bohn (LAC Quelle Fürth)                                                            | 1:10:44 h0000 | Julia Belger (OSC Löbau)                                                                 | 1:11:27 h0000  |
| Berglauf, Mannschaftswertung           | LAC Quelle FürthGesa Bohn Lisa Wirth Hannah Kadner                              | 3:39:34 h0000  | Ski-Club GaißachRegina Danner Heidi Danner Gerdi Schmiederer                            | 4:01:47 h0000 | ASC DarmstadtSimone Raatz Alexandra Rechel Carin Irina Schmidt                           | 4:03:06 h0000  |

## Videolinks
- Rückblick auf die Leichtathletik-DM in Löningen am 11. März mit zahlreichen Videoclips auf leichtathletik.de, abgerufen am 13. März 2017
- 20km Gehen, Deutsche Meisterschaften 2017 in Naumburg, larasch Einblicke auf youtube.com, abgerufen am 19. April 2021
- DM Erfurt 2017 - 100m Männer auf youtube.com, abgerufen am 19. April 2021
- DM Erfurt 2017 - 200m Männer auf youtube.com, abgerufen am 19. April 2021
- DM Erfurt 2017 - 800m Männer auf youtube.com, abgerufen am 19. April 2021
- DM Erfurt 2017 - 200m Frauen auf youtube.com, abgerufen am 19. April 2021
- DM Erfurt 2017 - 1500m Frauen (Konstanze Klosterhalfen 3:59.58) auf youtube.com, abgerufen am 19. April 2021
- DM Erfurt 2017 - 5000m Frauen auf youtube.com, abgerufen am 19. April 2021
- Dreisprung frauen DM 2017 Erfurt auf youtube.com, abgerufen am 19. April 2021